# Crêuza de mä - Il concerto 1984
Crêuza de mä - Il concerto 1984 è un album live postumo di Fabrizio De André pubblicato nel 2012 solo in edicola, all'interno del cofanetto I concerti.

## Tracce

### Disco 1
1. Crêuza de mä
2. Jamin-á
3. Sidún
4. La guerra di Piero
5. Antologia scolastica (parlato)
6. Quello che non ho
7. Fiume Sand Creek
8. Hotel Supramonte
9. Franziska

### Disco 2
1. L'idioma (parlato)
2. 'Â pittima
3. Presentazione Sinán Capudán Pasciá
4. Sinán Capudán Pasciá
5. Presentazione 'Â duménega
6. 'Â duménega
7. Giugno '73
8. Bocca di rosa
9. Via del Campo
10. Amico fragile